# NGC 2146A
NGC 2146A est une galaxie spirale barrée située dans la constellation de la Girafe. Sa vitesse par rapport au fond diffus cosmologique est de 1 472 ± 4 km/s, ce qui correspond à une distance de Hubble de 21,7 ± 1,5 Mpc (∼70,8 millions d'al).
La classe de luminosité de NGC 2146A est III et elle présente une large raie HI.
En raison d'une brillance de surface égale à 14,29 mag/am2, on peut qualifier NGC 2416A de galaxie à faible brillance de surface (LSB en anglais pour low surface brightness). Les galaxies LSB sont des galaxies diffuses (D) avec une brillance de surface inférieure de moins d'une magnitude à celle du ciel nocturne ambiant.
La galaxie PGC 18960 est souvent désignée sous le nom de NGC 2146A en raison de sa proximité avec NGC 2146, mais elle ne fait pas partie du catalogue NGC réalisé par John Dreyer en 1888. D'ailleurs, elle ne forme pas une paire réelle avec NGC 2146, car cette dernière est presque deux fois plus près de nous.
À ce jour, 15 mesures non basées sur le décalage vers le rouge (redshift) donnent une distance de 23,607 ± 8,437 Mpc (∼77 millions d'al). En raison de la grande incertitude de ces mesures, la valeur moyenne à l'intérieur des valeurs de la distance de Hubble.